# Луна-4
«Луна-4» — советская автоматическая межпланетная станция (АМС) для изучения Луны и космического пространства. Была третьей из запущенных однотипных АМС серии «Е-6» (и последней в партии из трёх изготовленных АМС этой серии). Полётное задание предполагало мягкую посадку на поверхность Луны.
В составе АМС находились магнитометр (разработка ИЗМИР АН СССР), сейсмограф (разработка ИФЗ АН СССР), счётчик космических излучений, телевизионная камера.
2 апреля 1963 года в 08:04 UTC (11:04 МСК) со стартовой площадки № 1 космодрома Байконур осуществлён пуск ракеты-носителя «Молния», которая вывела АМС «Луна-4» на промежуточную околоземную орбиту. Затем с помощью разгонного блока «Л» АМС была выведена на расчётную траекторию полёта к Луне. 5 апреля 1963 года была потеряна ориентация системой астронавигации перед включением двигателя для коррекции орбиты, вследствие этого траектория полёта отклонилась от расчётной. АМС «Луна-4» прошла на расстоянии 8500 километров от поверхности Луны. В течение полёта со 2 по 6 апреля было проведено 12 сеансов связи с АМС. Последний сеанс связи был выполнен 13 апреля, когда расстояние до АМС составляло около 1 млн км. Научная аппаратура станции из-за невыполнения посадки на Луну не была задействована, за исключением счётчика космических излучений, который во время полёта функционировал нормально и, по оценке разработчиков, выдал существенную научную информацию.

## Изображения

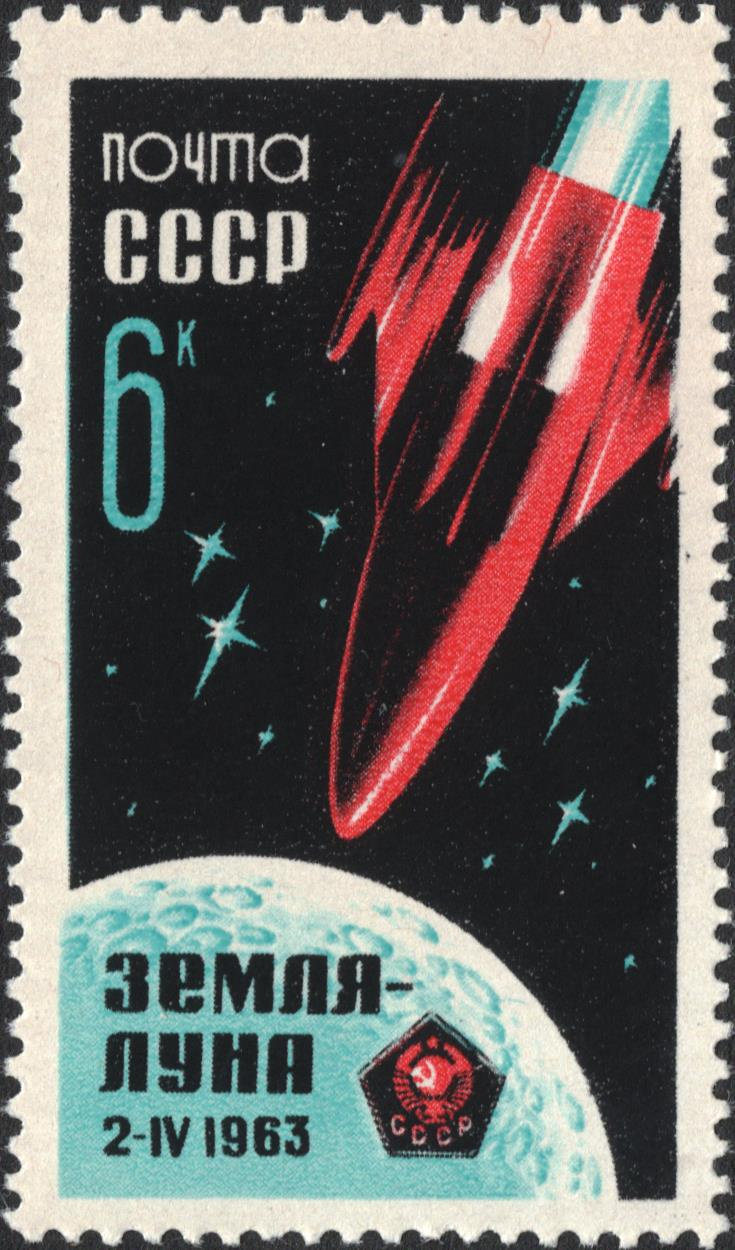
Почтовая марка, посвященная полёту Луны-4